# Пярну (аеропорт)
Аеропорт Пярну (ест. Pärnu lennujaam, (IATA: EPU, ICAO: EEPU)) — аеропорт в Естонії. Аеропорт розташований на відстані 4,4 км на північний захід від міста Пярну.

## Огляд
У жовтні 1937 р. міська рада Пярну виділила площу 0,28 км2 (0,11 миля2) для будівництва аеропорту. Роботи в новому аеропорту почалися в 1939 році.
Під час радянської окупації аеродром експлуатували радянські ВПС. Це була база літаків-перехоплювачів, яку обслуговували 366-й ІАП (366-й авіаційний полк-перехоплювач) і, можливо, 655-й ІАП (655-й авіаційний полк-перехоплювач), які літали на літаках МіГ-23 Мікояна-Гуревича з 1970-х до 1990-х років.
Раніше «Аерофлот» здійснював рейси Тарту — Вільянді — Пярну — Кінгіссепа (нині Курессааре), використовуючи біплани Антонов Ан-2.
Влітку 1992 року відновлене міністерство оборони Естонії взяло на себе військовий аеропорт, який припинив свою роботу. 15 жовтня того ж року було прийнято рішення про будівництво цивільного аеропорту на місці старого військового аеропорту. 1 липня 1997 року стару злітно-посадкову смугу закрили, і регулярні рейси почали використовувати злітно-посадкову смугу, яка належала радянським ВПС.
Невелика авіакомпанія Air Livonia літала з Пярну до Курессааре, Кіхну та Рухну до 2006 року. Влітку 2010 року «Estonian Air» виконувала один рейс на тиждень до Стокгольма.
Аеропорт часто відвідують приватні літаки зі Скандинавії та інших європейських країн. У 2010 році через аеропорт Пярну подорожували 5148 людей. Аеропорт також використовувався для чартерних рейсів з Фінляндії та Швеції до 2014 року, до погіршення стану злітно-посадкової смуги, після чого вона більше не підходила для більших літаків. У 2016 році були пропозиції щодо капітального ремонту та модернізації аеропорту разом із (можливо) абсолютно новим терміналом для обслуговування більших літаків.
Після загалом 14 місяців реконструкції аеропорт знову відкрився наприкінці вересня 2021 року. Зараз з нього здійснюються прямі рейси до Рухну. Нещодавно повідомлялося, що естонська авіакомпанія NyxAir розпочне польоти до Гельсінкі у травні 2022 року.
У березні 2022 року Scandinavian Airlines оголосила про запуск літніх сезонних рейсів між Пярну та стокгольмським аеропортом Арланда. Прямий маршрут курсуватиме двічі на тиждень, починаючи з 25 червня 2022 року.

## Авіалінії та напрямки
| Авіакомпанія           | Пункт призначення           |
| ---------------------- | --------------------------- |
| NyxAir                 | Сезонний: Гельсінкі         |
| FLN Frisia Luftverkehr | Сезонний: Рухну             |
| Scandinavian Airlines  | Сезонний: Стокгольм-Арланда |

## Статистика
Див. джерело запитів Вікіданих та джерела.